# Agriculture martienne

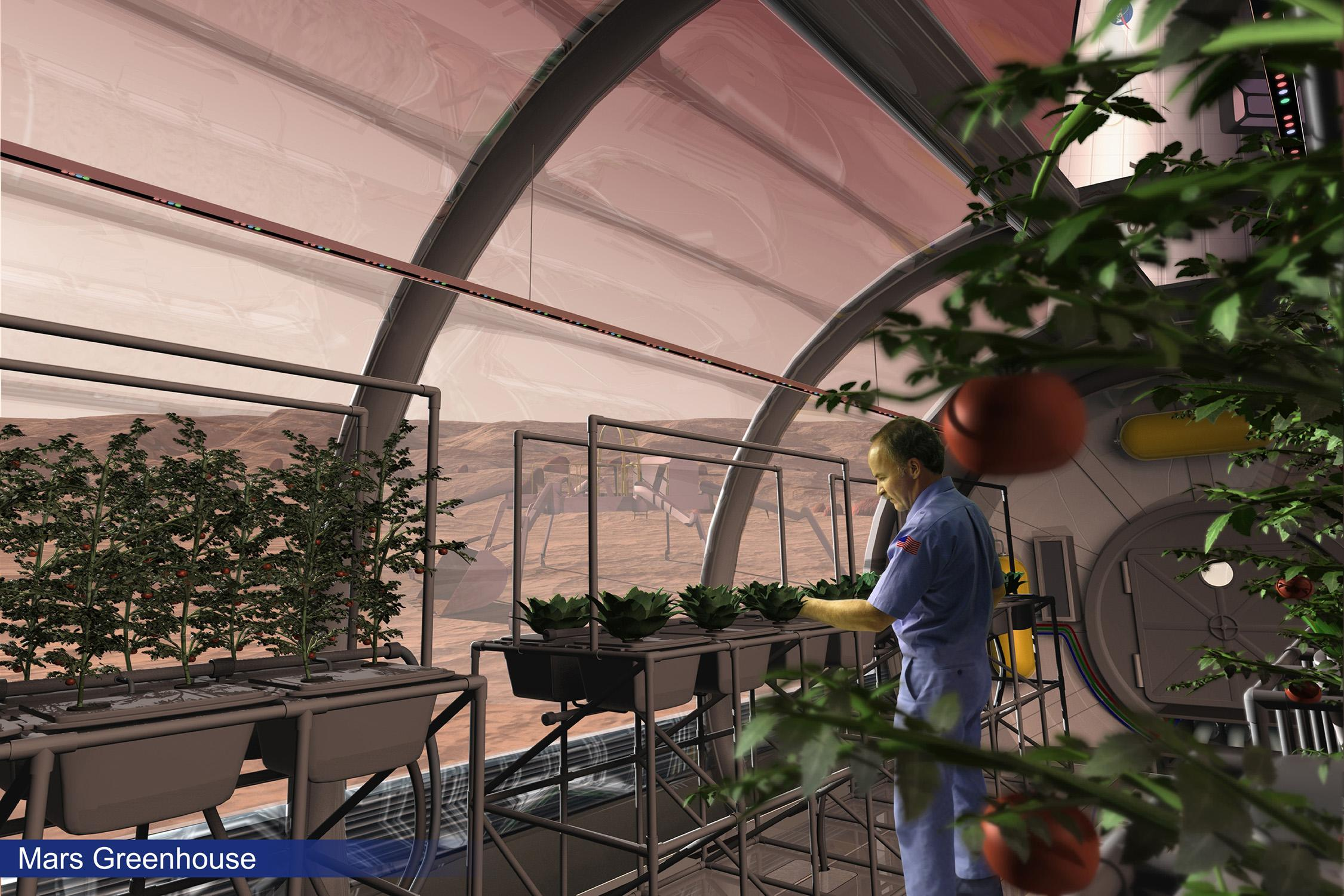
Vue d'artiste d'une ferme martienne présentant une agriculture aéroponique.

L'agriculture martienne est un thème de science-fiction et constitue un projet à long terme, essentiellement en lien avec la colonisation de Mars.

## Enjeux de l'agriculture martienne
Alors que plusieurs projets de missions habitées martiennes commencent à se théoriser et à s’organiser, plusieurs équipes scientifiques se penchent sur la question de nourrir un équipage une fois installé sur une base martienne.
La première solution envisagée consisterait à envoyer régulièrement des ravitaillements par voie spatiale, tout comme l’ISS est ravitaillée. Cependant, alors qu’un voyage vers l’ISS dure en moyenne 6 heures pour un séjour d'environ 6 mois, un trajet vers mars dure de 200 à 350 jours pour des durées sur place allant jusqu'à 500 jours avec des fenêtres de lancement beaucoup plus limitées. 
En effet, ces lancements auraient un coût très élevé que ce soit d’un point de vue financier, technique et environnemental.
De plus, on estime à un poids de 60 à 80 tonnes de matériel nécessitant à être posé sur le sol martien pour la survie d'un équipage (contre environ 7 tonnes sur le sol lunaire pour une mission Apollo). L'installation de moyens de production de nourriture directement depuis le sol martien permettrait donc de réduire la quantité et donc la masse de matériel emporté. Il pourrait alors être envisagé d'envoyer les structures nécessaires à l'agriculture martienne pouvant se construire de manière autonome (comme les systèmes SFERO présentés par la firme française Fabulous)  avant le départ des astronautes pour la mission martienne afin que celles-ci puissent être prêtes à l'usage lors de l'arrivée de l'équipage.
Enfin, il est important d’ajouter que si l’engin spatial approvisionnant la base martienne subit une avarie lors de son trajet, les délais pour qu’une nouvelle mission de réapprovisionnement soit lancée seront très important, autant pour sa mise en place que pour la durée de son trajet (8 mois et demi), cela pourrait mettre tout le personnel de la base en péril.
Pour cela, les agences spatiales se penchent sur la possibilité d’établir des cultures sur Mars afin de créer directement des bases autonomes ne nécessitant pas (ou peu) de réapprovisionnement.
Même ci ceci requiert plusieurs installations au préalable, cette possibilité serait donc à long terme plus économique et durable.

## État des lieux:  l’environnement martien, les besoins visés pour parvenir à la culture de légumineuses.
Les besoins des légumineuses pour une croissance optimale sont abordables en 5 points : l’eau, les minéraux, “l’air”, la lumière et enfin la gravité sont indispensables dans le développement de l'agriculture sur Mars. "L'air” mis entre guillemets dans ce paragraphe, désigne les conditions environnementales gazeuses proches de celles qu’offre la Terre, c’est-à-dire 78,087 % de diazote, 20,95 % de dioxygène, 0,93 % d'argon, 0,041 % de dioxyde de carbone et des traces d'autres gaz.
Depuis 2018, les équipes de chercheurs chargés de la mission d’exploration Mars Express ont avancé la présence de réserves d’eau liquide près du pôle Sud de Mars mais il faut préciser que ces conclusions ont été tirées après 29 observations (entre 2012 et 2015) et de ce fait, toujours plus de mesures sont attendues pour confirmer leurs hypothèses.

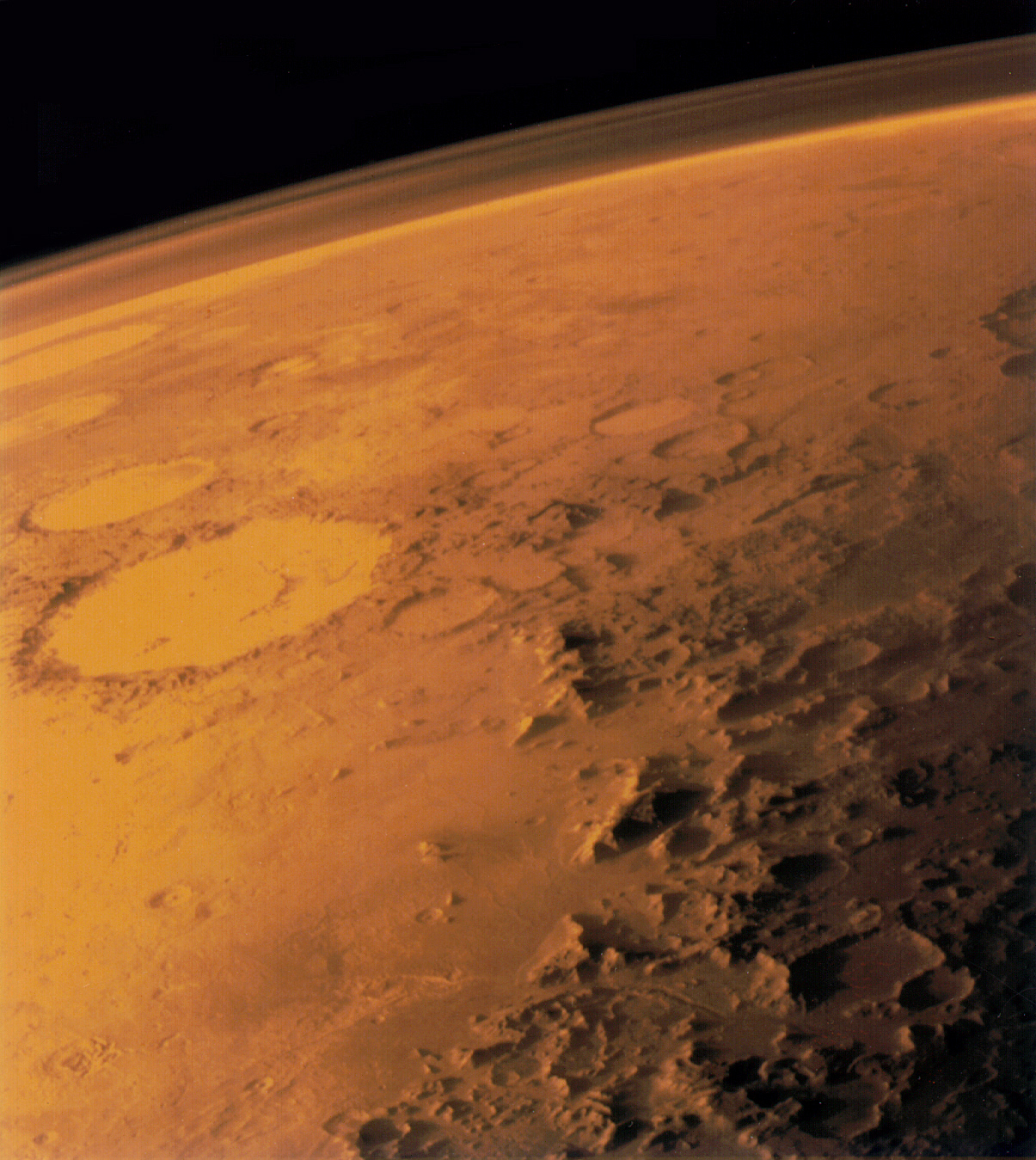
Vue prise par Viking 1 de la surface martienne et de la fine couche de son atmosphère.

Pour les minéraux, les plantes ont besoin de trois éléments principaux : l’azote (N) pour son rôle de croissance pour la plante, le potassium (K) pour son renforcement, ainsi que le phosphore (P) pour la stimulation métabolique. D’autres éléments participent aussi à l’équilibre des plantes, comme le magnésium, le fer, le calcium et le soufre. Aujourd’hui, la connaissance de la composition de la surface martienne a été fournie par l'étude de météorites d’origine martienne et des sondes Viking 1 et Viking 2, ce qui permet aux scientifiques d'avoir une idée assez précise de sa composition qui est principalement du silicium et du fer, mais aussi en quantité moindre le magnésium, le soufre, le calcium et d’autres, pour ne citer que les éléments d'intérêts pour le projet d'agriculture martienne. De plus, on peut s'appuyer sur une étude parue sur la revue PLOS-One où une équipe de chercheurs a reproduit les sols martiens et lunaires pour comparer la croissance de différentes légumineuses dans ces sols par rapport au sol terrestre. Leurs résultats sont encourageants en faveur du sol martien, dû à son pH qui serait inférieur à celui de la Terre (en moyenne sur Terre pH=8,3).
Le besoin des plantes en air et en lumière peut être réuni sous un même point. Mars inhospitalière, a une atmosphère ténue : 200 fois moins dense que celle de l'atmosphère terrestre avec une composition de dioxyde de carbone (96 %), d'argon (1,93 %) et de diazote (1,89 %), contient des traces de dioxygène, d'eau, et de méthane, et ceci pose trois problèmes pour l'agriculture martienne : le manque “d’air”, le manque de protection contre les rayonnements solaires et en dernier, une température très basse, -68° en moyenne.
Enfin, le dernier point qui paraît moins évident, car moins “palpable” : la gravité. Celle de Mars est environ 3 fois moins importante que celle de la Terre donc les légumes pousseraient en hypogravité. La bonne nouvelle, c’est que cette gravité diminue le lessivage des sols, autrement dit, l'eau s'écoulant moins bien du fait de la faible gravité va être mieux retenue par le substrat de culture et donc réduire l'appauvrissement des sols dû à arrosage trop fréquent.

## Valorisation du sol martien et moyens pratiques
Pour revenir à l’étude publiée par PLOS-One, qui cherche à déterminer si le sol martien est apte au développement de plantes, les résultats de cette étude, qui ont été concluants, sont à regarder avec du recul. En effet, l’expérience est effectuée sur Terre et avec un pseudo-sol martien, c’est-à-dire avec une composition proche du vrai sol martien. Ainsi, un grand nombre de paramètres ne sont pas pris en compte et les résultats de l’expérience ne peuvent donc pas prouver qu’il est réellement possible faire pousser des plantes sur le sol martien. Par exemple, la gravité, l'atmosphère et la température utilisées pour cette expérience ne sont pas ceux de la planète rouge. L'étude se concentre seulement sur le sol martien, et non sur les autres paramètres cités plus tôt.
Le sol martien, qui d'après la NASA possède les nutriments nécessaires, nécessite néanmoins un engrais ou un fertilisant permettant d'améliorer les capacités du sol. Pour répondre à ce problème, on peut s’inspirer de méthodes utilisées sur Terre pour enrichir les sols. L’une de ces pratiques est aussi la plus ancienne, c’est l’utilisation des excréments humains. Utilisés depuis des milliers d’années comme engrais efficaces et naturels du fait de leur apport en azote, phosphore et potassium pour les sols, ils sont aujourd’hui la clé durable pour répondre aux problématiques écologiques actuels, où l’utilisation de produits chimiques trouve ses limites. Le recyclage des déjections est donc une solution plutôt pratique pour la cas martien, puisque les populations vivant sur Mars peuvent très facilement produire un engrais efficace qui permet d'apporter au sol martien les nutriments nécessaires à l'agriculture. L'utilisation des excréments fonctionnera comme un cycle en plusieurs étapes ou rien n’est gâché. Les déchets alimentaires peuvent eux aussi servir d'engrais, avec le principe de compostage, très répandu de nos jours. C’est donc un avantage énorme, puisque cela implique l’autosuffisance, grâce à une chaîne ou aucun élément n’est jeté, chaque déchet est réutilisé. De plus, sur Mars, où les ressources sont maigres, l'utilisation de matières recyclées et auto-produites est un avantage énorme.  
L'atmosphère martienne, très froide en comparaison à celle de la Terre, est un problème pour l'agriculture. Par exemple, les plants de pommes de terre se développent à partir de températures d'environ 7°C, mais la température idéale du sol est comprise entre 15 et 20°C. L'utilisation de serres, accompagnées de systèmes de chauffages s'avère alors être la solution idéale. De plus, l'utilisation de serres, ou du moins d'enceintes permettant de garder la chaleur et de contrôler l'environnement est nécessaire pour l'installation humaines, puisqu'à des températures aussi basses, le corps humains ne peut pas survivre. Cela a aussi l'avantage, grâce à une couche protectrice, de bloquer les rayons UV qui sont très forts sur Mars et néfastes pour les plantes. Avec de tels dispositifs, des températures convenables peuvent être atteintes, et les rayons peuvent être bloqués, que ce soit pour le développement des plantes ou la vie humaine.
La question de l'eau est essentielle pour l'agriculture. Sur Mars, où la présence d'eau sous forme solide est attestée, elle est nécessaire, mais en moins grande quantité pour nourrir les plantes, et ce, du fait de la gravité bien moins importante sur la planète rouge par rapport à la Terre. L'eau s'écoule donc différemment et plus lentement que sur Terre, puisque la force qui l'attire vers le centre de la planète est moins importante. Pour ce qui est de l'accès à l'eau, des problèmes surviennent : l'eau se trouve principalement au niveau des pôles, là ou le froid est le plus invivable. Cette eau est donc difficilement accessible. L'une des solutions est de brûler ensemble de l'oxygène et de l'hydrogène pour obtenir de l'eau, mais c'est une pratique dangereuse du fait des risques d'explosion. L'autre moyen est d'aller récupérer la glace qui se trouve  dans les cratères ou dans les pôles et la faire fondre. Pour cela, il faut mettre en place des moyens de transports adaptés et des machines permettant de récolter la glace. Cette méthode nécessite beaucoup d'organisation et de moyens. Enfin, avec la découverte de lacs d'eau liquide sous la surface de la planète, la gestion de l'eau s'éclaircit de plus en plus, mais reste une problématique pour envisager une quelconque agriculture martienne.
Pour accompagner toutes ces méthodes, il faut aussi adapter les plantes à la vie martienne, et donc les modifier. Pour optimiser le développement des plantes et les rendre plus propices à l'environnement martien, il est possible de modifier la génétique des plantes, et de sélectionner une caractéristique qui va permettre aux plantes d'être plus adaptées. Cela est permis grâce aux progrès scientifiques qui permettent de comprendre et de travailler avec l'ADN. Par exemple, la capacité d'une plante à effectuer la photosynthèse peut être améliorée artificiellement en modifiant son génome, ce qui permet d'améliorer le développement des plantes.

## L'art au service de la science
L’art et la science ont souvent été reliés dans de nombreux domaines. La société, l’habitat, les technologies et même lorsqu’il s’agit de penser le sujet martien. En effet, alors que certains ont longtemps fantasmé sur une vie martienne, voilà que des scientifiques s’intéressent à cela. La grande question soulevée depuis des millénaires sur une potentielle habitation ou colonisation de la planète rouge finalement apparue dans les livres puis au cinéma avec des œuvres comme Mission to Mars ou Away est au départ posée par les artistes, ensuite réfléchie par les scientifiques. L’astrophysicien Bernard Foing a notamment puisé dans l’art japonais des origamis pour penser un projet d’habitat sur Mars. L’art qui inspire a pu prendre plusieurs formes. La littérature, l’art manuel ou encore le cinéma. Tous ont adopté une vision différente mais ont équitablement apporté à la science.
Avec des livres comme La Guerre des mondes ou Aelita, la littérature a fantasmé la vie sur Mars, l’écrivant hostile et cruelle. Avec d’autres comme Le rêve des forêts l'ont imaginée pleine de potentiel agricole qui ne peut qu'être exploité par les hommes. Des projets coûteux pour rejoindre la planète rouge voient le jour régulièrement. Tous ne se feront pas, mais beaucoup servent de rêve à réaliser pour les scientifiques les plus chevronnés. Les exemples sont nombreux pour montrer l’impact de la science-fiction pour la science et l’inspiration que ce style littéraire apporte aux génies de ce monde. Une bande dessinée française intitulée Métal Hurlant vit le jour sur papier mettant notamment en scène une voiture dans l’espace. C’est donc 37 ans après qu’Elon Musk envoyait un de ses modèles de voitures Tesla dans l’espace en faisant clairement un clin d’œil au magazine en nommant le lanceur « Falcon Heavy » soit le même nom que dans l’œuvre originale. L’ingénieur russe, Iouri Artsoutanov formalise aussi en 1960 l’idée d’un ascenseur spatial. Une sorte de grand câble tendu vers l’espace le long duquel glisseraient des nacelles permettant de rejoindre l’orbite plus facilement qu’avec une fusée. Près de vingt ans plus tard, en 1979, le romancier américain Arthur C. Clarke reprend ce concept et le met en scène dans Les Fontaines du paradis. « Des ingénieurs ont lu ce roman et ont décidé de poursuivre les recherches. Sans la science-fiction, cette idée serait passée sous les radars », assure le fervent défenseur de la science-fiction Roland Lehoucq. Aujourd’hui encore les chercheurs continuent de plancher sur le sujet.
Mais c'est sur grand écran que la planète rouge est la plus représentée et imaginée. Du fantasme de la vie martienne de John Carter au réalisme impressionnant de Seul sur Mars en passant par les fantaisies de Total Recall, le sujet reste la vie humaine sur Mars. Comment permettre à l'homme de vivre sur Mars? Comment l'homme peut-il cultiver la terre martienne pour y vivre indéfiniment ? Des questions dont les solutions sont imaginées dans Seul sur Mars, Planète rouge, ou encore Away et notamment le problème de l'agriculture sur Mars. Terraformation, déjections humaines, présence d'eau liquide sur Mars. Tant de solutions qui nourriront à l'avenir bien des projets et qui permettront peut-être aux hommes de s'implanter sur Mars de manière pérenne. Seul sur Mars donc semble donner aux spectateurs une des représentations les plus réalistes de ce à quoi pourrait ressembler une vie humaine sur Mars ainsi que l'agriculture qui pourrait être mise en place afin de permettre une installation pérenne. Pour répondre au souci de terre qui n'est pas fertile sur Mars, l'astronaute Mark Watney déplace une gigantesque quantité de terre martienne dans l'Habitat qu'il a lui-même construit pour ensuite les déchets organiques (déjections) laissés par les autres astronautes pour un objectif simple qui est celui de rendre cette terre fertile en y ajoutant les bactéries nécessaires à la création de la vie. Un second problème que va rencontrer le personnage incarné par Matt Damon est celui de l'eau. La présence de l'eau étant avérée le héros n'est cependant pas capable de creuser suffisamment profondément ou d'explorer les pôles martiens et il doit donc fabriquer sa propre eau, que ce soit pour sa consommation quotidienne, mais aussi et surtout pour sa plantation de pommes de terres. Pour ce faire, il doit générer une source de chaleur pour décomposer l'hydrazine (N2H4), qui est un composé chimique utilisé pour manœuvrer le vaisseau spatial. La réaction de décomposition en présence d'un catalyseur donne de l'azote (N) et de l'hydrogène gazeux (H2). C'est lors de la combustion de l'hydrogène qu'il est possible de créer de l'eau. Bien que très réaliste, ce film a cependant suscité nombre de réactions de la part des scientifiques à cause de ses quelques incohérences, mais là encore, le film s'est rendu utile en posant des questions non-posées auparavant.
Ainsi, la science-fiction pourrait se rendre utile pour la conquête spatiale. En effet, elle pourrait apporter à la science de nouvelles idées, de nouveaux  projets, et de nouvelles visions sur l’Univers. Les films sur la fuite de la Terre fleurissent de plus en plus au cours des dernières années, alors les scientifiques disposent et disposeront encore davantage, d’un large panel de possibilités lorsqu’il s’agira de conquérir l’espace. La science-fiction et l'art rêvent et la science calcule et réalise. Voilà donc ce que la science-fiction et l'art pourraient apporter à la science.